# Histamin
Histamín je biogeni amin, dekarboksilirani histidin, ki je v mnogih rastlinskih in živalskih tkivih ter zlasti v zrncih krvnih in tkivnih bazofilcev in izkazuje učinke na kapilare, gladko mišičnino, srce in žleze. Vpleten je v lokalne imunske odzive in uravnavanje fiziološke funkcije črevesja ter ima vlogo živčnega prenašalca. Histamin izzove vnetni odgovor. Udeležen je v imunski odziv na tuje patogene in se proizvaja v krvnih in tkivnih bazofilcih. Poveča prepustnost kapilar za bele krvničke in nekatere beljakovine, ki sodelujejo v premagovanju patogenov v okuženem tkivu.

## Sinteza in skladiščenje
Histamin nastaja iz histidina s pomočjo encima histidin-dekarboksilaza. V krvnih in tkivnih bazofilcih se skladišči v zrncih v obliki kompleksa s kislo beljakovino in heparinom visoke molekulske mase (imenovanim makroheparin). V ta kompleks je histamin vključen preko ionskih vezi; razmerje med histaminom, heparinom in kislo beljakovino v kompleksu znaša 1 : 3 : 6.

## Mehanizem delovanja
Histamin izkazuje svoje učinke preko vezave na specifične celične receptorje. Doslej so pri ljudeh odkrili štiri vrste histaminskih receptorjev (H1 do H4) in vsi spadajo v skupino receptorjev, sklopljenih z beljakovino G. Histaminski receptorji pri žuželkah, npr. Drosophila melanogaster, so receptorski kloridni kanalčki, ki zavirajo živčne celice. Histaminski kloridni kanalčki pri žuželkah sodelujejo pri živčnem prenosu perifernih senzoričnih impulzov, zlasti pri fotorecepciji.
| Tip receptorja | Nahajanje                                                                             | Vloga |
| Receptor H1    | gladka mišičnina, endotelij, osrednje živčevje                                        | Povzroča bronhokonstrikcijo (krčenje gladkih mišic v sapnicah), vazodilatacijo, razmik endotelijskih celic (vzrok koprivnice), bolečino in srbenje pri piku žuželk; gre za primarni receptor, ki povzroča simptome na primer pri senenem nahodu, potovalni slabosti ...; zavira spanje. |
| Receptor H2    | parietalne celice in gladka mišičnina v stenah žil                                    | Primarno udeležen v vazodilatacijo, spodbuja tudi nastajanje želodčne kisline. |
| Receptor H3    | osrednje živčevje, v manjši meri tudi obkrajno živčevje                               | Zavira sproščanje živčnih prenašalcev (histamina, acetilholina, noradrenalina, serotonina). |
| Receptor H4    | predvsem bazofilci, kostni mozeg, tudi priželjc, tanko črevo, vranica in debelo črevo | Ima pomembno vlogo pri kemotaksi. |

## Patofiziologija
Patofiziološko ima histamin dve poglavitni vlogi:
- spodbujanje nastajanje želodčne kisline (zdravi se z uporabo zdravil iz skupine zaviralcev histaminskih receptorjev H2)
- mediator preobčutljivostnih reakcij tipa 1, npr. koprivnice in senenega nahoda (zdravljenje z uporabo zdravil iz skupine zaviralcev histaminskih receptorjev H1)